# Stary Oleksiniec
Stary Oleksiniec albo Aleksiniec Stary (ukr. Старий Олексинець) – wieś w rejonie krzemienieckim obwodu tarnopolskiego, założona w 1430 r. W II Rzeczypospolitej miejscowość była siedzibą gminy wiejskiej Stary Oleksiniec w powiecie krzemienieckim województwa wołyńskiego. Wieś liczy 983 mieszkańców.

## Historia
Dzieje dwóch miejscowości o podobnej nazwie, Oleksiniec Stary i Nowy leżących u źródeł rzeki Horyń, w odległości czterech kilometrów od siebie, kształtowały się początkowo odmiennie. Oleksiniec Stary w 1463 r. był własnością księcia Sołtana Wasilewicza Zbaraskiego. Później wraz z pobliską wsią Rydoml stał się dziedzictwem książąt Sołomereckich. Beata Sołomerecka darowała tę włość Czartoryskim. Oleksiniec Nowy, noszący początkowo nazwę Andrzejowa, należał w tym czasie do książąt Wiśniowieckich. Księżna Aleksandra Wiśniowiecka, córka Jędrzeja, wojewody wołyńskiego, wychodząc około 1570-1580 roku za mąż za Jerzego na Klewaniu Czartoryskiego (ur. ok. 1560 r. - zm. 1626 r.), starostę łuckiego, wniosła majątek Andrzejów do dóbr męża i zmieniła jego nazwę na Oleksiniec Nowy oraz uzyskała dla osady status miasteczka. W ten sposób w ręku Czartoryskich znalazł się zarówno Oleksiniec Stary, jak i Nowy, tworzące odtąd całość.
Pod koniec XVIII wieku cały klucz oleksiniecki należał do księcia Józefa Klemensa Czartoryskiego, stolnika Wielkiego Księstwa Litewskiego, ostatniego męskiego potomka linii koreckiej. Jego córka Celestyna (1790-1850), poślubiwszy w 1812 r. Gabriela Rzyszczewskiego herbu Pobóg   (1780-1857), późniejszego generała i marszałka szlachty powiatu krzemienieckiego, otrzymała w posagu klucz oleksiniecki. Generał Rzyszczewski, dziedzic Żukowiec, Wyżgródka, Rydomla, Rzyszczewa i wielu innych dóbr, a w końcu także i Oleksińca, mieszkał stale w Żukowcach. Po jego śmierci majątek uległ podziałowi między dzieci. Stary i Nowy Oleksiniec oraz Rokitno przypadły synowi najmłodszemu, Aleksandrowi (1823-1891), ożenionemu z Anielą Mężeńską herbu Kościesza. Ostatnim z rodziny właścicielem Oleksińca był ich najmłodszy syn Stefan hrabia Rzyszczewski (ur. w 1862 r.). Około 1914 roku sprzedał on majątek żonie rosyjskiego generała, Swininowej. Na przełomie XIX i XX w. obszar dóbr oleksinieckich zajmował powierzchnię 2820 dziesięcin.
Czartoryscy posiadali w Oleksińcu bastionowy zamek zbudowany w końcu XVI wieku w stylu renesansowym, który został około 1850 roku przebudowany na neogotycki pałac. Obiekt został zniszczony podczas I wojny światowej.
W okresie po rozbiorach Polski położony przy granicy Galicji po stronie rosyjskiej.

## Zabytki
- zamek[2] - zniszczony podczas I wojny światowej, do naszych czasów zachowały się jego ruiny
- rzymskokatolicki kościół zamkowy fundacji Czartoryskich, zamieniony na cerkiew prawosławną[3].